# Кара-Саз
Кара-Саз (кирг. Кара-Саз) — высокогорное село Кочкорского района. Центр Ормон-Ханского аильного округа в Нарынской области Кыргызской Республики.
Население в 2009 году составляло 1 372 человека.
Недавно вблизи Кара-Саза был впервые зафиксирован манул (па́лласов кот), занесённый в Красную книгу Кыргызстана.
Жители Кара-Саз занимаются, в основном, сельским хозяйством,    
животноводством, пасут лошадей, доят кобыл и готовят кумыс.